# Palythoa grandiflora
Palythoa grandiflora is een Zoanthideasoort uit de familie van de Sphenopidae. De wetenschappelijke naam van de soort is voor het eerst geldig gepubliceerd in 1900 door Verrill.